# Трговіште
Трговіште (словац. Trhovište) — село, громада в окрузі Михайлівці, Кошицький край, Словаччина. Кадастрова площа громади — 12,56 км². Село розташоване на висоті 130 м над рівнем моря. Населення — 1825 чол.
Вперше згадується 1220 року.
В селі є бібліотека, спортивний зал та футбольне поле. Також є власний відділ реєстрації народження, відділ поліції, заправка та страхова компанія.

## Населення
| Рік:            | 1994. | 2004.    | 2014.   | 2024.    |
| --------------- | ----- | -------- | ------- | -------- |
| Кількість осіб: | 1545  | 1816     | 1913    | 2161     |
| Різниця:        |       | +17,54 % | +5,34 % | +12,96 % |

| Рік:            | 2023. | 2024.   |
| --------------- | ----- | ------- |
| Кількість осіб: | 2140  | 2161    |
| Різниця:        |       | +0,98 % |

## Пам'ятки
У селі є греко-католицька церква Всіх Святих з 1818 року в стилі бароко-класицизму, з 1986 року національна культурна пам'ятка.

## Географія
Протікає Трговіштський потік.